# Chianciano Terme
Chianciano Terme é uma comuna italiana da região da Toscana, província de Siena, com cerca de 6.946 habitantes. Estende-se por uma área de 36 km², tendo uma densidade populacional de 193 hab/km². Faz fronteira com Chiusi, Montepulciano, Pienza, Sarteano.

## Demografia
| Variação demográfica do município entre 1861 e 2011                               |
|                                                                                   |
| Fonte: Istituto Nazionale di Statistica (ISTAT) - Elaboração gráfica da Wikipedia |